# 令狐通
令狐通（?—?），唐朝京兆富平人，令狐彰的次子。
元和年间，宰相李吉甫保奏，代宗朝滑州节度使令狐彰临终上表，将土地兵甲上归朝廷。其长子令狐建因事死于施州，幼子令狐運无罪流放到归州，现在令狐通幸存，请皇帝任用。唐宪宗授令狐通为赞善大夫，出任宿州刺史。朝廷讨淮西蔡州，用令狐通为泗州刺史。年内改为寿州刺史、寿州团练使、检校御史中丞。与敌人交战，令狐通必虚张俘虏人数，为露布上奏，宰相武元衡笑而不奏；如有败绩，不敢上闻。淮西军攻克霍丘，屠马塘，令狐通闭城不出。宪宗派左金吾卫大将军李文通往宣慰，令李文通取代令狐通，贬为昭州司户参军事，转任抚州司马。元和十四年（819年）三月，以抚州司马令狐通为右卫将军。给事中崔植封还制书，说令狐通是前寿州刺史，用兵失律，不应该奖用。唐宪宗令宰臣告知崔植，以令狐通之父令狐彰有功，不忍遂弃其子，制命方行。一年后，出为淄州刺史。长庆初年，入朝为左卫大将军。刘元鼎出使吐蕃回来后，吐蕃派遣论悉诺息等入谢，唐穆宗命左卫大将军令狐通、太仆少卿杜载接待。之后令狐通去世。